# Виклик смерті
Виклик смерті (англ. Lethal) — американський бойовик 2005 року.

## Сюжет
Досвідчений фебеєровець Ітан Маршалл веде полювання за найнебезпечнішим торговцем краденими технологіями та державними таємницями, невловимим російським мафіозі Федоровим. В результаті невдалої операції диск з цінними даними, необхідний Федорову, опиняється в руках Саманти Стюарт, найкращого агента приватної секретної служби. Маршалл зробить все, щоб диск не потрапив до Федорова, але тепер і у Саманти є особисті рахунки з підпільним дилером, який викрав її сестру і її боса. Безстрашний оперативник і чарівна Сем, яка блискуче володіє бойовими мистецтвами і вогнепальною зброєю, разом оголошують війну Федорову і його невразливим шибеникам.

## У ролях
- Хезер Марі Мерсден — Сем Стюарт
- Френк Загаріно — агент ФБР Ітан Маршалл
- Лоренцо Ламас — Анатолій Федоров
- Марк Мортімер — Томас Меддокс
- Джон Колтон — Корделл Бредшоу
- Дженніфер МакАйсак — Хізер Стюарт
- Ден Сауфуорф — Вільям Ковер
- Чад Рестрам — Юрій
- Ральф Дж. Чьяравіно — Вісенте де Лука
- Джессі Іслі — Еван
- Рікардо Айала — найманець
- Мішель Гулд — найманець
- Едвол Ліпед — агент ФБР
- Сун Хі Ньюболд — технік
- Кайл Рікерт — викидайло стриптиз клубу
- Вейд Рікерт — найманець
- Гаррет Сато — Тріад
- Майкл Ворт — Євген